# Воловик довгостовпчиковий
Воловик довгостовпчиковий (Anchusa stylosa) — вид рослин з родини шорстколистих (Boraginaceae), поширений у Албанії, Греції, Болгарії, Румунії, Молдові, Україні, Туреччині.

## Опис
Однорічна рослина 15–30 см. Трубка віночка в 1.5–3 рази довша від чашечки. Стовпчик тонкий, ниткоподібний, перевищує чашечку на 5–6 мм. Відгин віночка 7–8 мм в діаметрі, більш темний, фіолетовий.

## Поширення
Поширений у Албанії, Греції, Болгарії, Румунії, Молдові, Україні, Туреччині.
В Україні вид зростає на сухих кам'янистих схилах і в засміченим місцях — у півд. ч. Степу, зрідка (Херсонська обл., Бериславський р-н, м. Берислав, с. Львове, с. Миколаївка; Генічеський р-н, о. Куюк-Тук, схили до Сивашу); у Криму.